# One Nite Alone...Tour
 (mai 2011).
Si vous disposez d'ouvrages ou d'articles de référence ou si vous connaissez des sites web de qualité traitant du thème abordé ici, merci de compléter l'article en donnant les références utiles à sa vérifiabilité et en les liant à la section « Notes et références ».
Tournées par Prince
A Celebration Tour
(2001) 2003-2004 World Tour
(2003-2004)
One Nite Alone… Tour est une tournée effectuée par Prince en 2002. C'est alors sa première tournée mondiale depuis quatre ans. Prince avait promis en 2001 de faire une tournée mondiale très prochainement. Cette tournée est l'une des plus appréciées des fans. 

## Histoire
The Rainbow Children est l'album titre, mais ses ventes resteront bien légères. Pendant la tournée, Prince a sorti ou enregistré pas moins de quatre albums supplémentaires : C-Note, One Nite Alone..., One Nite Alone...Live! et N.E.W.S qui sera le dernier à paraitre.
Les chansons de Rainbow Children couvrent presque la majorité du programme. Bien que l'album ait fait l'unanimité auprès du public, de nombreux titres lors pendant la tournée ne furent pas interprétés, ni dans les tournées qui ont suivies, tels que Digital Garden et Deconstruction. Aussi, certains titres dont Last December, bien que joué plusieurs fois y compris aux États-Unis, n'ont pas été retenus dans l'album Live. Le titre Everywhere n'a été entendu qu'une fois pendant le concert de Berlin, en Europe, donc ne pouvait en aucun cas se retrouver sur l'album Live. Enfin d'autres titres furent joués pendant la tournée mais plus jamais dans les suivantes, comme Family Name, Mellow et The Work.
En outre, d'anciens titres de qualité mais moins commerciaux seront ré-interprétés au cours de cette tournée. On entendra également des morceaux de l'album C-Note. 
L'ambiance de la tournée sera assez jazz. Plusieurs célébrités sont apparues comme Larry Graham, Doug E. Fresh, Sheila E., Alicia Keys, Norah Jones, Nikka Costa, Questlove, Musiq Soulchild et George Clinton, parfois pour un seul titre, parfois pour un seul concert et parfois pendant une période plus longue. 
Les salles de spectacle choisies seront pour la plupart des théâtres de deux à trois mille places maximum, l'objectif n'étant pas commercial mais sonore (meilleure qualité de son). Prince semble enfin redonner une direction artistique claire à son travail et à sa musique après trois années de doutes et de démêlés judiciaires. Les décors et les lumières sont minimalistes, le show se concentre sur la qualité des musiciens présents, avec une place toute particulière pour les improvisations et une partie piano entre Prince et le public.

## Groupe
- Prince : chant, guitare et piano
- Rhonda Smith : basse et chœurs
- Larry Graham : basse et chœurs
- Renato Neto : claviers
- John Blackwell : batterie
- Maceo Parker : saxophone alto
- Candy Dulfer ou Eric Leeds : saxophone ténor
- Najee : orgue
- Greg Boyer : trombone
- Sheila E. : chant et percussions
- Dudley DJ D : tourne-disque et DJ

## Programme
- The Rainbow Children
- Muse 2 The Pharaoh
- Pop Life
- Xenophobia
- Money Don't Matter 2Night
- A Case Of U
- The Work Pt. 1
- Extraordinary
- Mellow
- 1+1+1=3 avec des morceaux de Housequake
- Love Rollercoaster
- The Ballad Of Dorothy Parker
- Strollin'  avec des morceaux de U Want Me
- Gotta Broken Heart Again
- Strange Relationship
- When You Were Mine
- Whole Lotta Love
- Family Name
- Take Me With U
- Raspberry Beret
- The Everlasting Now

Rappel au piano
- One Nite Alone
- Adore
- The Most Beautiful Girl In The World
- Condition of the Heart
- Diamonds & Pearls
- The Beautiful Ones
- Nothing Compares 2 U
- The Ladder
- Starfish & Coffee
- Sometimes It Snows In April
- Purple Rain

En plus interprété à certains concerts Push & Pull, Pass The Peas, The Ride…

## Dates des concerts
| #               | Date             | Ville        | Pays       | Salle                          | Audience |
| --------------- | ---------------- | ------------ | ---------- | ------------------------------ | -------- |
| Première partie |                  |              |            |                                |          |
| États-Unis      |                  |              |            |                                |          |
| 1               | 1er mars 2002    | Saginaw      | États-Unis | Heritage Theater               | 2 200    |
| 2               | 2 mars 2002      | Chicago      | États-Unis | Chicago Theater                | 3 436    |
| 3               | 3 mars 2002      | Chicago      | États-Unis | Chicago Theater                | 3 436    |
| 4               | 5 mars 2002      | Columbus     | États-Unis | Ohio Theatre                   | 2 779    |
| 5               | 6 mars 2002      | Détroit      | États-Unis | Opera House                    | 2 785    |
| 6               | 7 mars 2002      | Buffalo      | États-Unis | Shea's Performing Arts Center  | 3 200    |
| 7               | 8 mars 2002      | Buffalo      | États-Unis | The Tralf                      | 2 700    |
| 8               | 9 mars 2002      | Louisville   | États-Unis | Palace Theater                 | 2 714    |
| 9               | 10 mars 2002     | Cleveland    | États-Unis | Palace Theater (en)            | 2 700    |
| 10              | 11 mars 2002     | Indianapolis | États-Unis | Murat Center Theater           | 2 500    |
| 11              | 12 mars 2002     | Indianapolis | États-Unis | Birdy's Bar & Grill            | 450      |
| 12              | 29 mars 2002     | Washington   | États-Unis | Warner Theater                 | 1 800    |
| 13              | 30 mars 2002     | Washington   | États-Unis | Warner Theater                 | 1 800    |
| 14              | 31 mars 2002     | Washington   | États-Unis | Warner Theater                 | 1 800    |
| 15              | 3 avril 2002     | Atlanta      | États-Unis | Symphony Hall                  | 1 750    |
| 16              | 4 avril 2002     | Atlanta      | États-Unis | Symphony Hall                  | 1 750    |
| 17              | 4 avril 2002     | Atlanta      | États-Unis | Club 1150                      | 300      |
| 18              | 6 avril 2002     | Lakeland     | États-Unis | Lakeland Center Youkey Theater | 2 270    |
| 19              | 9 avril 2002     | New York     | États-Unis | Avery Fisher Hall              | 2 738    |
| 20              | 10 avril 2002    | New York     | États-Unis | The World                      | 200      |
| 21              | 12 avril 2002    | Kansas City  | États-Unis | Midland Theater                | 2 800    |
| 22              | 14 avril 2002    | Houston      | États-Unis | Verizon Wireless Theatre       | 2 400    |
| 23              | 15 avril 2002    | New Orleans  | États-Unis | Saenger Theater                | 2 736    |
| 24              | 16 avril 2002    | Dallas       | États-Unis | Fairparck Music Hall           | 3 420    |
| 25              | 16 avril 2002    | Dallas       | États-Unis | The Red Jacket                 | 250      |
| 26              | 19 avril 2002    | Los Angeles  | États-Unis | Kodak Theater                  | 3 585    |
| 27              | 20 avril 2002    | Los Angeles  | États-Unis | Kodak Theater                  | 3 585    |
| 28              | 20 avril 2002    | Los Angeles  | États-Unis | Highland Grounds               | 2 000    |
| 29              | 21 avril 2002    | Los Angeles  | États-Unis | House Of Blues                 | 800      |
| 30              | 24 avril 2002    | Oakland      | États-Unis | Paramount Theater              | 3 040    |
| 31              | 26 avril 2002    | Phoenix      | États-Unis | Dodge Theater                  | 2 800    |
| 32              | 29 avril 2002    | Seattle      | États-Unis | Paramount Theater              | 3 000    |
| 33              | 30 avril 2002    | Portland     | États-Unis | Schnitzer Hall                 | 2 776    |
| 34              | 30 avril 2002    | Portland     | États-Unis | Roseland Theatre               | 1 410    |
| Canada          |                  |              |            |                                |          |
| 35              | 28 mai 2002      | Vancouver    | Canada     | Orpheum Theatre                | 2 795    |
| 36              | 31 mai 2002      | Edmonton     | Canada     | North Alberta Jubilee          | 2 678    |
| 37              | 2 juin 2002      | Calgary      | Canada     | South Alberta Jubilee          | 2 713    |
| 38              | 3 juin 2002      | Regina       | Canada     | Centre Of The Arts             | 1 600    |
| 39              | 4 juin 2002      | Saskatoon    | Canada     | Centennial Auditorium          | 2 003    |
| 40              | 6 juin 2002      | Winnipeg     | Canada     | Walker Theatre                 | 1 646    |
| 41              | 7 juin 2002      | Winnipeg     | Canada     | Le Rendezvous                  | 275      |
| 42              | 13 juin 2002     | Hamilton     | Canada     | Hamilton Place                 | 2 200    |
| 43              | 15 juin 2002     | Toronto      | Canada     | Massey Hall                    | 2 753    |
| 44              | 16 juin 2002     | Ottawa       | Canada     | National Arts Center           | 2 325    |
| 45              | 16 juin 2002     | Ottawa       | Canada     | Ottawa Nightclub               | 430      |
| 46              | 18 juin 2002     | Montréal     | Canada     | Centre Bell                    | 21 242   |
| États-Unis      |                  |              |            |                                |          |
| 47              | 21 juin 2002     | Minneapolis  | États-Unis | Paisley Park                   | 1 000    |
| 48              | 22 juin 2002     | Minneapolis  | États-Unis | Paisley Park                   | 1 000    |
| 49              | 23 juin 2002     | Minneapolis  | États-Unis | Paisley Park                   | 1 000    |
| 50              | 24 juin 2002     | Minneapolis  | États-Unis | Paisley Park                   | 1 000    |
| 51              | 25 juin 2002     | Minneapolis  | États-Unis | Paisley Park                   | 1 000    |
| 52              | 26 juin 2002     | Minneapolis  | États-Unis | Paisley Park                   | 1 000    |
| 53              | 27 juin 2002     | Minneapolis  | États-Unis | Paisley Park                   | 1 000    |
| Deuxième partie |                  |              |            |                                |          |
| Europe          |                  |              |            |                                |          |
| 54              | 3 octobre 2002   | Londres      | Angleterre | Hammersmith Apollo             | 3 719    |
| 55              | 4 octobre 2002   | Londres      | Angleterre | Hammersmith Apollo             | 3 719    |
| 56              | 5 octobre 2002   | Londres      | Angleterre | Hammersmith Apollo             | 3 719    |
| 57              | 6 octobre 2002   | Londres      | Angleterre | Marquee                        | 900      |
| 58              | 7 octobre 2002   | Manchester   | Angleterre | Manchester Apollo              | 3 500    |
| 59              | 8 octobre 2002   | Manchester   | Angleterre | Manchester Apollo              | 3 500    |
| 60              | 10 octobre 2002  | Dublin       | Irlande    | The Point                      | 8 000    |
| 61              | 10 octobre 2002  | Dublin       | Irlande    | Spirit Nightclub               | 500      |
| 62              | 13 octobre 2002  | Francfort    | Allemagne  | Festhalle                      | 7 000    |
| 63              | 15 octobre 2002  | Rotterdam    | Pays-Bas   | Ahoyhal                        | 10 394   |
| 64              | 16 octobre 2002  | Hambourg     | Allemagne  | CCH 1                          | 3 500    |
| 65              | 18 octobre 2002  | Anvers       | Belgique   | Sportpaleis                    | 17 500   |
| 66              | 19 octobre 2002  | Berlin       | Allemagne  | Tempodrom                      | 5 009    |
| 67              | 21 octobre 2002  | Oslo         | Norvège    | Oslo Konserthus                | 1 616    |
| 68              | 22 octobre 2002  | Stockholm    | Suède      | Annexet                        | 3 950    |
| 69              | 24 octobre 2002  | Aalborg      | Danemark   | Kongresscentre                 | 2 600    |
| 70              | 25 octobre 2002  | Copenhague   | Danemark   | Falkoner                       | 2 150    |
| 71              | 26 octobre 2002  | Copenhague   | Danemark   | Vega                           | 600      |
| 72              | 27 octobre 2002  | Oberhausen   | Allemagne  | Oberhausen Arena               | 13 000   |
| 73              | 28 octobre 2002  | Paris        | France     | Le Zenith                      | 6 700    |
| 74              | 29 octobre 2002  | Paris        | France     | Le Bataclan                    | 1 500    |
| 75              | 30 octobre 2002  | Zurich       | Suisse     | Hallenstadion                  | 12 460   |
| 76              | 31 octobre 2002  | Milan        | Italie     | Palavobis                      | 9 000    |
| 77              | 2 novembre 2002  | Rotterdam    | Pays-Bas   | Ahoyhal                        | 10 394   |
| 78              | 3 novembre 2002  | Rotterdam    | Pays-Bas   | Nighttown                      | 1 500    |
| Japon           |                  |              |            |                                |          |
| 79              | 15 novembre 2002 | Tokyo        | Japon      | Tokyo International Forum      | 5 012    |
| 80              | 17 novembre 2002 | Hamamatsu    | Japon      | Act City Hall                  | 1 030    |
| 81              | 18 novembre 2002 | Tokyo        | Japon      | Budokan                        | 10 000   |
| 82              | 19 novembre 2002 | Tokyo        | Japon      | Budokan                        | 10 000   |
| 83              | 21 novembre 2002 | Sapporo      | Japon      | Koseinenkin Hall               | 2 062    |
| 84              | 22 novembre 2002 | Sendai       | Japon      | ZEPP Sendai                    | 1 200    |
| 85              | 26 novembre 2002 | Fukuoka      | Japon      | Sun Palace                     | 2 322    |
| 86              | 28 novembre 2002 | Osaka        | Japon      | Castle Hall                    | 10 500   |
| 87              | 29 novembre 2002 | Nagoya       | Japon      | Century Hall                   | 3 012    |
| Concert bonus   |                  |              |            |                                |          |
| 88              | 15 décembre 2002 | Las Vegas    | États-Unis | Aladdin Casino                 | 3 500    |